# 1520-as évek
Évszázadok: 15. század · 16. század · 17. század
Évtizedek: 1470-es évek · 1480-as évek · 1490-es évek · 1500-as évek · 1510-es évek · 1520-as évek · 1530-as évek · 1540-es évek · 1550-es évek · 1560-as évek · 1570-es évek
Évek: 1520 · 1521 · 1522 · 1523 · 1524 · 1525 · 1526 · 1527 · 1528 · 1529

## Háború és politika
- 1521 – Hernán Cortés elfoglalja Tenocstitlant, az Azték Birodalom fővárosát
- 1521. augusztus 29. – elesik a magyar végvárrendszer kulcsa, Nándorfehérvár
- 1524–1525 – a német parasztháború
- 1525 – a páviai csatában a francia lovagi sereg vereséget szenved a német és spanyol zsoldosoktól
- 1526 – létrejön a Habsburg-ellenes cognaci liga
- 1526. augusztus 29. – a mohácsi csatában I. Szulejmán legyőzi a magyar sereget, II. Lajos elesik
- 1526–1527 – Cserni Jován felkelése a Délvidéken
- 1527 – német és spanyol zsoldosok Rómát pusztítják (Sacco di Roma)
- 1528. január – Szapolyai János király a sztambuli szerződésben felajánlja Magyarországot hűbérül a szultánnak
- 1529 – Bécs első sikertelen török ostroma

## Események és irányzatok
- 1519–1522 – a Magellán vezetésével induló flotta elsőként kerüli meg a Földet
- 1524 – Giovanni da Verrazzano Új-Franciaország néven birtokba veszi a mai Kanada keleti részét
- 1526 – Bábur mogul sah megalapítja a Mogul Birodalmat
- 1526 – Magyarország két részre szakadása; az országrészek élén I. Ferdinánd és Szapolyai János állnak
- 1529 – a zaragozai szerződésben kiegészítik az Újvilág felosztásáról szóló tordesillasi szerződést

## Vallás
- 1521 – a Német-római Birodalom wormsi birodalmi gyűlésén meghallgatják Luthert, de tanait eretneknek ítélik
- 1523 – Ulrich Zwingli reformátor kiadja 67 tételét
- 1529 – Zwingli Marburgban találkozik Lutherral, de nem jutnak megegyezésre
- 1529 – a Német-római Birodalom speyeri birodalmi gyűlésén elfogadják az lutheránus vallást, de megtiltják további terjesztését

## A világ vezetői
- VIII. Henrik (Anglia)
- I. Ferenc (Franciaország)
- V. Károly (Német-római Birodalom, Spanyolország)
- I. Szelim, I. Szulejmán (Oszmán Birodalom)
- X. Leó, VI. Adorján, VII. Kelemen (Pápai állam)
- II. Lajos (Magyar Királyság) (1516–1526† )
- I. Ferdinánd (Magyar Királyság)  (1526–1564† )
- Szapolyai János (Magyar Királyság) (1526–1540† )